# Felix Kaspar
Pour les articles homonymes, voir Kaspar.
Felix Kaspar, né le 14 janvier 1915 à Vienne et mort le 5 décembre 2003 à Bradenton, était un  patineur artistique autrichien. Il a été deux fois champion du monde.

## Palmarès
| Compétition             | 1934 | 1935 | 1936 | 1937 | 1938 |
| Jeux olympiques d'hiver |      |      | 3e   |      |      |
| Championnats du monde   |      |      | 3e   | 1er  | 1er  |
| Championnats d’Europe   | 7e   | 2e   | 4e   | 1er  | 1er  |
| Championnats d'Autriche |      | 1er  |      | 1er  | 1er  |